# Calendar Girl
"Calendar Girl" é uma canção escrita por Neil Sedaka e Howard Greenfield. Foi o único hit de Sedaka em 1961.

## Background
Nas letras, o cantor recita os meses e explica como os eventos durante todo o ano dão motivos para ele comemorar o amor que ele tem por sua namorada. Os eventos referem-se principalmente aos feriados ocidentais e americanos.
Howard Greenfield teve a inspiração para o título da música em uma listagem de filmes antigos na TV Guide. A gravação da canção exigiu um período de três horas.
Um clipe promocional pela Scopitone para a canção foi filmado em cores. É constituído por Neil Sedaka tocando piano e dançando ao lado de uma série de modelos, em um palco de simulação feito para assemelhar-se a temas da agenda.
Esta foi uma das várias gravações de Sedaka que empregavam os serviços de baterista para Gary Chester.

## Recepção
"Calendar Girl" alcançou a posição #4 na parada da Billboard e a #1 na parada do Canadá chum em 1961.  Isso tornou-se um dos mais bem sucedidos singles de Sedaka comercialmente ao lado de "Happy Birthday, Sweet Sixteen" "Oh! Carol", e "Breaking Up Is Hard to Do".

## Outras versões
Petula Clark gravou um cover em língua francesa desta canção chamado Tout Au Long Du Calendrier. Em 1977, Tina Arena e John Bowles gravaram uma versão para o seu álbum "Tiny Tina and Little John". Em 1978, Purina Cat Chow também fez um comercial usando uma faixa chamada "Calendar Cat", que soa como a música de Neil Sedaka "Calendar Girl". Em 1991, a banda de música pop mexicana OV7 (na época "La onda vaselina") gravou uma versão em espanhol intitulada "Calendario de Amor". Em 1998, a cantora brasileira Eliana gravou a canção em seu sexto álbum de estúdio, intitulado "Um Calendário do Amor".  Em 2013, Shakey Graves (Alejandro Rose-Garcia) gravou um cover de "Calendar Girl" para seu álbum "Story Of My Life".